# Ectatomma ruidum
Ectatomma ruidum is een mierensoort uit de onderfamilie van de Ectatomminae. De wetenschappelijke naam van de soort is voor het eerst geldig gepubliceerd in 1860 door Julius Roger.
Ectatomma ruidum is een veel voorkomende soort in het Neotropisch gebied. De mieren leven in kleine ondergrondse kolonies met niet meer dan 250 werkmieren, en meestal een enkele koningin. Op plaatsen waar ze voorkomen liggen vaak veel nesten dicht bij elkaar. Soms dringen mieren een naburig nest van soortgenoten binnen en halen er voedsel uit dat ze naar hun eigen kolonie dragen, een gedrag dat "kleptobiose" wordt genoemd. De "voedseldieven" gebruiken een vorm van chemische mimicry om toegang te verkrijgen tot een andere kolonie.  Tevens lijken ze te profiteren van een verminderde waakzaamheid van de nestbewakers van de naburige kolonie. Mogelijke oorzaken van die verminderde waakzaamheid zijn dat er toch voldoende voedsel is, of dat er andere bedreigingen zijn die de aandacht trekken.